# Кампаку
Кампаку (яп. 関白　かんぱく) — титул и должность высшего советника взрослого императора в древней и средневековой Японии. Аналог турецкого визиря или европейского канцлера.
Название должности происходит из китайской исторической хроники «Книги Хань» и переводится как «тот, кто принял [управление от Сына Неба] и говорит [от его имени]».
Впервые введена в 880-х годах для Фудзивары но Мотоцунэ. Отменена 3 января 1868 года в связи с реставрацией прямого Императорского правления.
Кандидаты на эту должность обычно уже занимали должность регента сэссё малолетнего Императора. Соответственно, лицо которое предназначалось регентом в будущем автоматически становился советником монарха.
В XI веке сложилась традиция, по которой обе должности монопольно занимали только представители рода Фудзивара. Исключение составляли лишь двое выходцев из крестьян: объединитель Японии Тоётоми Хидэёси и его преемник Тоётоми Хидэцугу.